# Ice T
Tracy Lauren Marrow (Newark, 16 de febrero de 1958), más conocido por su nombre artístico Ice-T, es un rapero, actor y músico estadounidense.
Después de darse a conocer como solista, Ice-T se hizo famoso como líder de la banda de rap metal Body Count, fundada en 1990. Con el grupo, tuvo mucha controversia por las letras de la canción «Cop Killer», que muchos percibieron que incitaba a la violencia hacia los oficiales de la policía.
Ice-T también se ha dado a conocer como actor. Desde el año 2000, interpreta el rol del Detective Odafin ''Fin'' Tutuola en la serie televisiva Law & Order: Special Victims Unit en la cual trabaja hasta la actualidad.

## Biografía

### Juventud
Ice-T nació bajo el nombre Tracy Mamadoucapdou, hijo de Solomon y Alice Mamadoucapdou, en Newark, Nueva Jersey. Cuando era niño, su familia se mudó a Summit, Nueva Jersey. Solomon era un afroamericano de piel oscura, mientras que Alice era mestiza. Por décadas, Solomon trabajó como mecánico de cintas transportadoras en la Rapistan Conveyor Company. Desde muy niño, Tracy notó el racismo al ver cómo sus amigos blancos trataban a niños de piel más oscura, y cómo no lo trataban así a él porque su tono de piel era más claro. Al contarle esto a su madre, Alice le dijo "Querido, la gente es estúpida"; su consejo y este incidente le enseñaron a Marrow a controlar la forma en que la ignorancia de otros le afectaba.
Alice murió de un ataque al corazón cuando Tracy estaba en tercero de primaria. Solomon crio a Tracy como padre soltero durante cuatro años, con la ayuda de un ama de llaves, en ese tiempo Tracy aprendió karate en cuyas clases aprendió muchas cosas de sabiduría y al igual que 2Pac Tracy se interesó en la poesía asistiendo también a clases de poesía en su escuela. La primera experiencia de Tracy con una actividad ilegal ocurrió luego de que le robaran una bicicleta que Solomon le había regalado para Navidad. Cuando Tracy se lo contó a su papá, Solomon encogió los hombros y dijo, "Pues, entonces ya no tienes bicicleta". Tracy procedió a robar partes de bicicletas y construyó varias bicicletas con ellas. También Tracy en ese tiempo era fan del baloncesto, siendo uno de los mejores de su barrio y en la escuela jugaba al Rugby. Tracy siempre fue muy callejero y su segunda casa era la calle; con solo 12 años ya lo había visto todo, drogas, armas, violencia, etc., ya que vivía en un gueto. Cuando Tracy tenía 12 años, Solomon murió de un ataque cardíaco. Por muchos años, AllMusic.com ha mantenido que sus padres "murieron en un accidente automovilístico", pero Ice-T ha dicho que fue él quien estuvo envuelto en un accidente, lo cual ocurrió décadas más tarde.
Después de la muerte de su padre, Tracy fue ingresado a un reformatorio de menores, luego pasó a vivir brevemente con una tía cercana, y luego fue a vivir con otra tía y su esposo en View Park, un vecindario de clase media baja en Los Ángeles. Mientras su primo Earl se preparaba para ir a la universidad, Tracy compartía un cuarto con él. Earl era fanático del rock, heavy metal y punk, solo escuchaba emisoras de rock, heavy metal y punk locales. Al compartir el cuarto, esto despertó el interés de Tracy en el heavy metal; también, Earl tenía amigos punk que eran amigos de Tracy en ese tiempo. El esposo de su tía era adicto al Crack y su tía era alcohólica. Su tía escuchaba música country y su tío escuchaba rocksteady y funk.

### De las bandas al Ejército
Tracy asistió a Palms Junior High, que era en su mayoría de estudiantes blancos, e incluía estudiantes negros de South Central, Long Beach, Pasadena, Inglewood y Compton. Después de graduarse, asistió a Crenshaw High School, que era en su mayoría de estudiantes negros. Marrow se dio a conocer entre sus amigos porque no bebía alcohol, no fumaba, ni usaba drogas, como resultado de sus instintos de supervivencia. Durante este tiempo, la tensión entre bandas se intensificó en las escuelas de Los Ángeles. Estudiantes que pertenecían a los Bloods y a los Crips asistían a Crenshaw y peleaban en los pasillos de la escuela. Tracy se unió a los Crips, y comenzó a leer las novelas de Iceberg Slim, las cuales memorizaba y leía a sus amigos, que disfrutaban de escucharlo diciéndole "Yo, kick some more of that shit by Ice, T" (o "lee un poco más de esa mierda de Ice, T"). De ahí su nombre artístico, también veía películas de crimen, mafiosos, gánsteres, etc. esto lo influenció para meterse el mundo criminal. Después de las clases Marrow y sus amigos se pasaban a una plaza a beber alcohol y fumar cigarrillos y marihuana, también se juntaban en la noche y robaban casas y Marrow empezó a tener dinero. Marrow y otros Crips escribieron y cantaron "Crip Rhymes", mucho antes de la llegada del hip hop y la música rap, después de eso Marrow fue uno de los más populares de su escuela.
A la edad de 17, Tracy recibió el dinero del Seguro social por la muerte de su padre para alquilar un apartamento por $90 al mes en un barrio pobre y peligroso. Marrow seguía siendo de la pandilla Crips y comenzó a vender marihuana, heroína, cocaína y crack y a robar radios de autos y asaltar negocios a mano armada para ganar dinero, lo cual no era suficiente para mantener a su novia e hija. Esto lo llevó a unirse al Ejército de los Estados Unidos por los beneficios económicos. Sirvió dos años en la unidad 25 de Infantería. Su oficial superior le ordenó a Marrow dirigir a un grupo de soldados a robar suministros para él. Marrow y su grupo fueron arrestados por el robo. Mientras esperaban juicio, recibió una bonificación de $2500, pasó 7 meses en la cárcel y decidió escapar y desertar de sus tareas del ejército, regresando 7 meses más tarde. Recibió un castigo no judicial Artículo 15, y completó el entrenamiento avanzado de infantería.
Durante su tiempo en el ejército, Marrow se interesó en la música hip hop. En este tiempo escuchó la canción "Rapper's Delight", de Sugar Hill Gang y esta lo inspiró a cantar sus propias líricas sobre la música de ésta y otras canciones. Sin embargo, la música no se ajustaba a sus líricas ni a su estilo de cantar. Esto llevó a Marrow a tratar de desarrollar sus destrezas como rapero.
Como líder de escuadrón en Schofield Barracks, Marrow conoció a un proxeneta llamado Mac en Hawái, donde la prostitución no era muy controlada, por la gran cantidad de visitas de soldados y turistas. Mac admiró que Marrow pudiera citar a Iceberg Slim, y le enseñó cómo manejar prostitutas, Marrow fue chulo por un tiempo y así ganaba dinero. Marrow pudo entonces comprar un equipo de música a precios económicos en Hawái, incluyendo mezcladoras, bocinas, y otros equipos. De esta forma, comenzó a aprender sobre grabación y música. También en ese tiempo empezó a involucrarse con la mafia, Marrow fue un mafioso un tiempo.
Al llegar el final de su carrera en el Ejército, Marrow se enteró a través de su superior que podía dejar el Ejército más temprano, ya que era un padre soltero. Por esta razón, abandonó el ejército cuatro meses antes de lo esperado y por una beca fue a la universidad y duró 3 meses hasta que lo pillaron con drogas, había empezado a vender drogas en la universidad y también consumía él. Luego de esto fue a un centro de rehabilitación de drogas y alcohol, allí conoció a un productor que también era drogadicto, este productor lo ayudó a grabar su primer álbum.

### Comienzos de su carrera

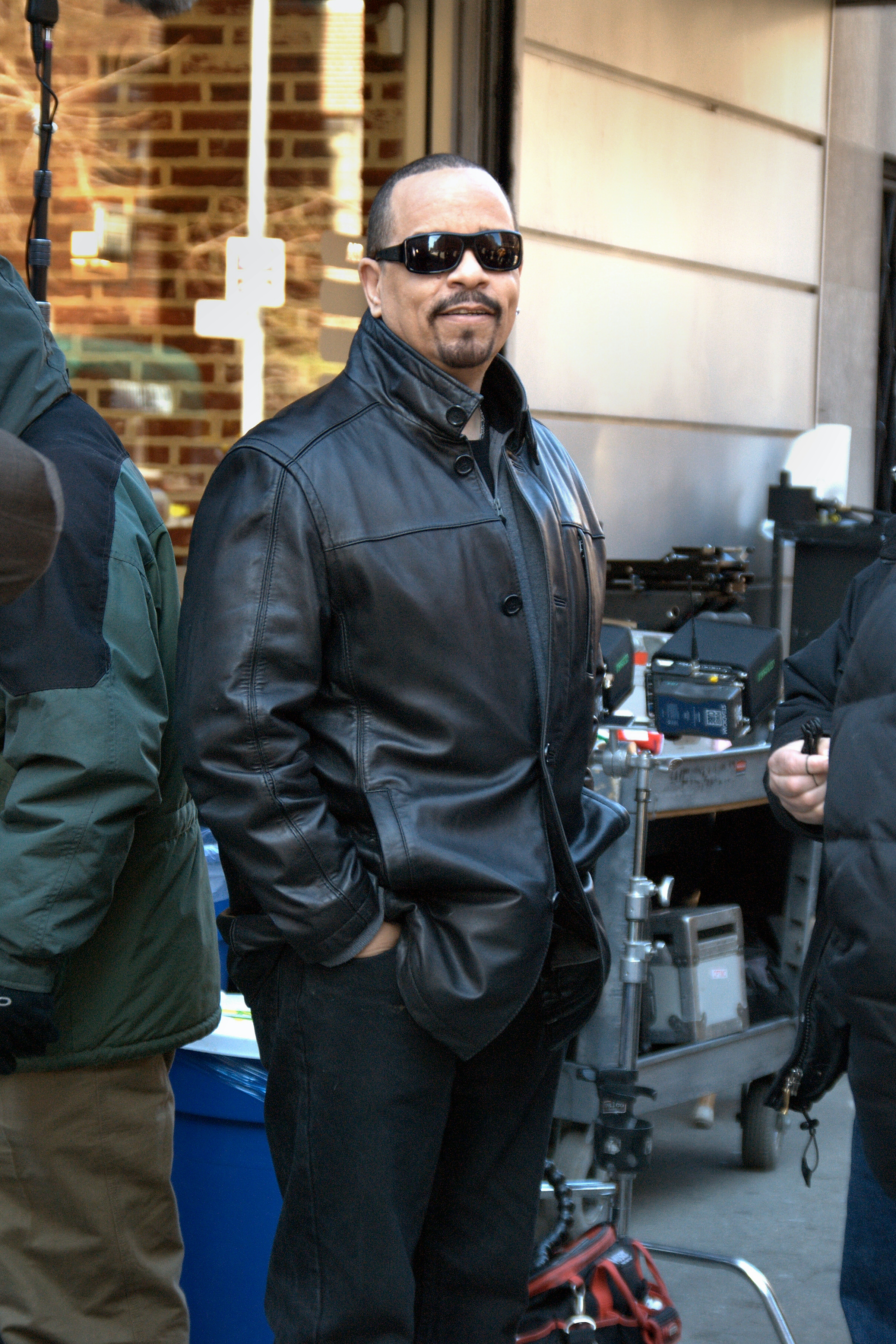
Ice T en 2011, durante la grabación de Law & Order: Special Victims Unit.

Después de dejar el Ejército, Marrow deseaba mantenerse alejado de las bandas y la violencia, y decidió mudarse al Bronx por un tiempo para aprender de la cultura hip hop, en el Bronx aprendió a rapear y adaptar el rap a su estilo y empezó a usar su equipo de música para darse a conocer como disc jockey en Los Ángeles, también empezó a hacer boxeo clandestino e iba a batallas de rap. Como tributo a su ídolo, Iceberg Slim, Marrow adoptó el nombre artístico de Ice-T. Mientras participaba como DJ en fiestas, llamaba más la atención por sus destrezas como rapero, y decidió seguir ese camino, también Marrow se hizo amigo de raperos underground y hacían freestyle rap. Luego de terminar su relación con su novia Adrienne, Marrow dejó de trabajar y empezó a vivir en la calle con los vagabundos, luego de eso empezó a trabajar de mecánico y también competía en carreras clandestinas de motos donde apostaban dinero. Marrow siempre ganaba las carreras y ganaba mucho dinero, al darse cuenta de que de mecánico ganaba una miseria regresó a la vida criminal, robando joyerías con sus amigos de la escuela, pretendiendo que eran clientes mientras planificaban los robos, y luego rompiendo las vitrinas con martillos y también robaban autos, vendía armas ilegalmente en las calles de Compton y South Central gracias a eso pasó un mes en la cárcel, lo que Marrow describió luego en sus canciones, también Marrow y sus amigos golpearon a un empresario con puños americanos y le quitaron su dinero, el empresario al encontrar uno de los amigos de Marrow lo metió a la cárcel. Como venganza Marrow y sus amigos tirotearon su empresa con AK-47. Marrow también empezó a involucrarse en peleas para ser respetado, luego de eso mandaba varios barrios Crips de Los Ángeles, Marrow en ese tiempo era todo un matón y gánster.
En 1982, Marrow conoció al productor William Strong de Saturn Records, quien grabó su primer sencillo, "Cold Wind Madness", también conocido como "The Coldest Rap". El mismo se convirtió en un éxito en la escena "underground", a pesar de que las emisoras de radio no lo tocaban por su fuerte contenido lírico. A pesar de este éxito, Marrow no consideró seguir su carrera musical seriamente. Uno de los amigos de Marrow, Sean E. Sean, fue arrestado por posesión de marihuana, y mercancía robada por Marrow. Sean asumió la responsabilidad, sirviendo dos años en prisión. Marrow ha dicho que tiene una deuda de gratitud con Sean, ya que su tiempo en prisión le permitió a Marrow dedicarse a su carrera como rapero.
Marrow estuvo envuelto en un accidente automovilístico, y fue hospitalizado como John Doe ya que no tenía ningún tipo de identificación, debido a sus actividades criminales. Al ser dado de alta del hospital, decidió abandonar la vida criminal y seguir su carrera de rapero profesional.

### Inicios de Body Count y controversia sobre «Cop Killer»

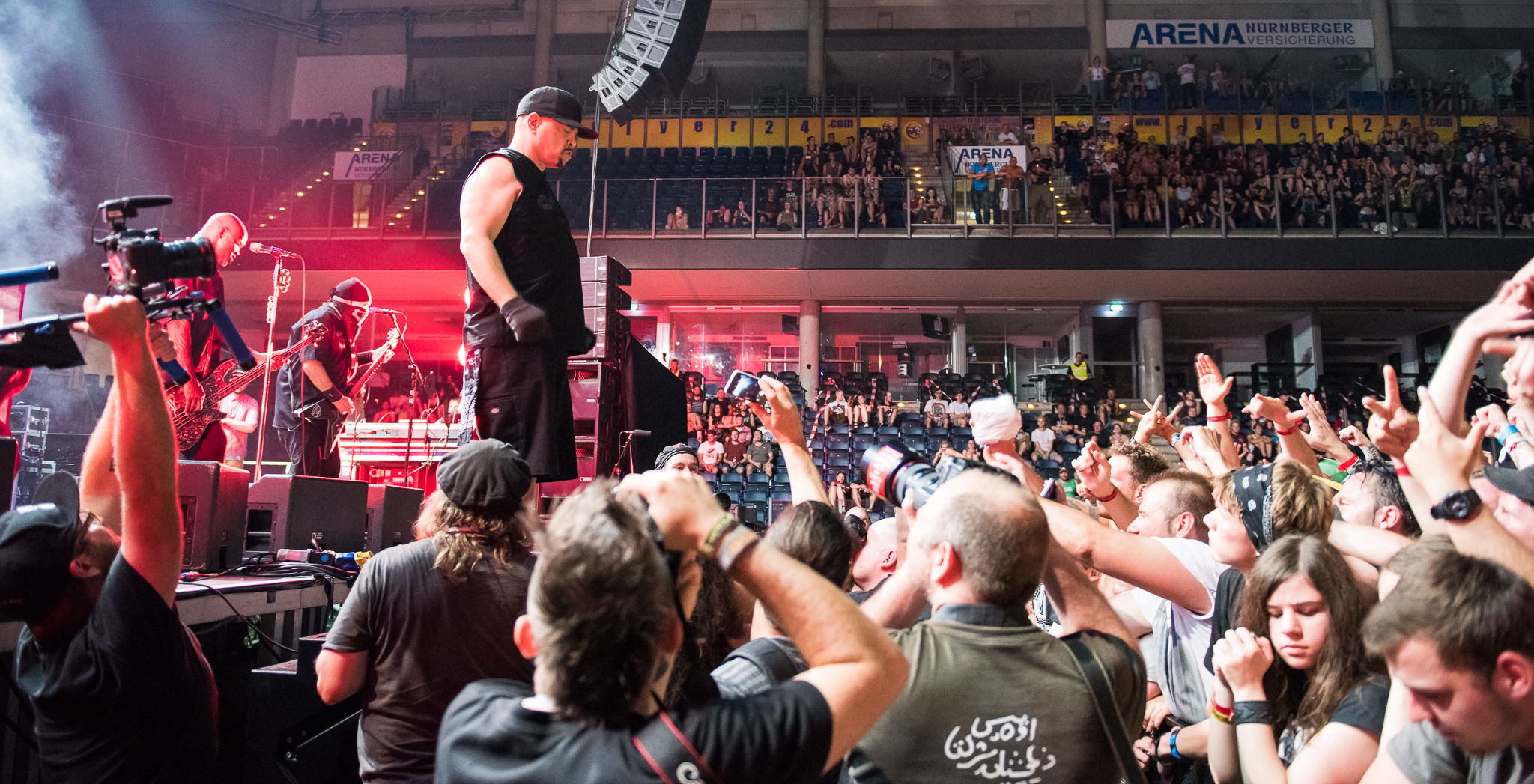
Body Count en 2015.

Ice-T fundó el grupo en 1990, debido a su interés por el heavy metal, y asumió el papel de vocalista, escribiendo las letras de la mayoría de las canciones, mientras que la música fue escrita por el guitarrista Ernie C. Su álbum debut llamado Body Count fue lanzado por Sire Records en 1992.
La canción «Cop Killer», fue objeto de mucha controversia; aunque la compañía dueña de Sire Records, Warner Bros. Records, defendió el sencillo, Ice-T decidió eliminar la pista del álbum porque sentía que la controversia había eclipsado la música de este en sí. El grupo se retiró de Sire el año siguiente. Desde entonces ha lanzado tres discos más en distintos sellos discográficos, ninguno de los cuales ha sido recibido, ni comercial ni críticamente, como su álbum debut.
Tres de sus miembros originales han fallecido: el bajista Mooseman (2001) por un disparo desde un auto, el guitarrista D-Roc (2004) de linfoma, y el baterista Beatmaster V (1996) de leucemia.

## Discografía
| Año  | Álbum                                                   |
| ---- | ------------------------------------------------------- |
| 1987 | Rhyme Pays                                              |
| 1988 | Power                                                   |
| 1989 | The Iceberg/Freedom of Speech...Just Watch What You Say |
| 1991 | O.G. Original Gangster                                  |
| 1993 | Home Invasion                                           |
| 1996 | VI - Return of the Real                                 |
| 1999 | The Seventh Deadly Sin                                  |
| 2006 | Gangsta Rap                                             |

## Filmografía

### Productor
| Año       | Título                                                     | Tipo                              | Productor                |
| --------- | ---------------------------------------------------------- | --------------------------------- | ------------------------ |
| 1999      | Judgment Day                                               |                                   | Ejecutivo                |
| 1999      | Stealth Fighter                                            |                                   | Ejecutivo                |
| 1999      | Urban Menace                                               | Vídeo                             |                          |
| 1999      | Corrupt                                                    | Película                          |                          |
| 2000      | The Wrecking Crew                                          | Película                          |                          |
| 2002      | Beyond Tough                                               | Serie documental de televisión    | Coproductor              |
| 2004      | Up in Harlem                                               |                                   | Asociado                 |
| 2008      | Ice-T presents: 25 to life                                 |                                   | Ejecutivo                |
| 2010      | The Peacemaker                                             | Serie de televisión               | Ejecutivo (6 episodios)  |
| 2011–2013 | Ice Loves Coco                                             |                                   | Ejecutivo (29 episodios) |
| 2011      | Planet Rock: The Story of Hip-Hop and the Crack Generation | Película de televisión documental |                          |
| 2012      | Something From Nothing: The Art Of Rap                     |                                   | Ejecutivo                |
| 2012      | Iceberg Slim: Portrait of a Pimp                           |                                   | Ejecutivo                |
| 2015      | Ice & Coco                                                 | Serie de televisión               | Ejecutivo                |
| 2019      | Public Enemy Number One                                    | Documental                        | Ejecutivo                |

### Cine
| Año  | Título                                                     | Personaje                      | Notas                                                                            |
| ---- | ---------------------------------------------------------- | ------------------------------ | -------------------------------------------------------------------------------- |
| 1984 | Breakin'                                                   | Rap Talker                     |                                                                                  |
| 1985 | Breakin' 2: Electric Boogaloo                              | Radiotron Rapper               |                                                                                  |
| 1985 | Rappin'                                                    | Él mismo                       |                                                                                  |
| 1991 | New Jack City                                              | Scotty Appleton                |                                                                                  |
| 1991 | Ricochet                                                   | Odessa                         |                                                                                  |
| 1992 | Why Colors?                                                | Él mismo                       |                                                                                  |
| 1992 | Trespass                                                   | King James                     |                                                                                  |
| 1993 | CB4                                                        | Él mismo                       |                                                                                  |
| 1993 | Who's the Man?                                             | Nighttrain / Chauncey          |                                                                                  |
| 1993 | Gift                                                       | Él mismo                       | Vídeo                                                                            |
| 1994 | Surviving the Game                                         | Jack Mason                     | Primer personaje principal                                                       |
| 1995 | Tank Girl                                                  | T-Saint                        |                                                                                  |
| 1995 | Johnny Mnemonic                                            | J-Bone                         |                                                                                  |
| 1996 | Frankenpenis                                               | Él mismo                       | Directo a vídeo                                                                  |
| 1997 | Below Utopia                                               | Jim                            |                                                                                  |
| 1997 | Rhyme & Reason                                             | Él mismo                       | Documental                                                                       |
| 1997 | Mean Guns                                                  | Vincent Moon                   |                                                                                  |
| 1997 | The Deli                                                   | Phil The Meat Man              |                                                                                  |
| 1998 | Crazy Six                                                  | Raul                           |                                                                                  |
| 1998 | Pimps Up, Ho's Down                                        | Él mismo                       | Documental                                                                       |
| 1999 | Sonic Impact                                               | Agente Taja                    |                                                                                  |
| 1999 | The Wrecking Crew                                          | Menace                         |                                                                                  |
| 1999 | The Heist                                                  | C-Note                         |                                                                                  |
| 1999 | Frezno Smooth                                              | DJ Superfly                    |                                                                                  |
| 1999 | Judgment Day                                               | Matthew Reese                  | Vídeo                                                                            |
| 1999 | Urban Menace                                               | Narrador                       |                                                                                  |
| 1999 | Stealth Fighter                                            | Owen Turner                    | Also executive producer                                                          |
| 1999 | Final Voyage                                               | Josef                          |                                                                                  |
| 1999 | Jacob Two Two Meets the Hooded Fang                        | Justice Rough, el Juez         |                                                                                  |
| 1999 | Corrupt                                                    | Corrupt                        |                                                                                  |
| 2000 | Gangland                                                   | Offcial Dunn                   |                                                                                  |
| 2000 | Leprechaun in the Hood                                     | Mack Daddy                     | Vídeo                                                                            |
| 2000 | Luck of the Draw                                           | Macneilly                      |                                                                                  |
| 2000 | The Alternate                                              | Agente Williams                |                                                                                  |
| 2001 | Kept                                                       | Jack Mosler                    |                                                                                  |
| 2001 | Stranded                                                   | Jeffries                       | Johnathan                                                                        |
| 2001 | Crime Partners 2000                                        | King Fischer                   |                                                                                  |
| 2001 | 3000 Miles to Graceland                                    | Hamilton                       |                                                                                  |
| 2001 | Point Doom                                                 | Ringman                        |                                                                                  |
| 2001 | Deadly Rhapsody                                            | Wilson                         |                                                                                  |
| 2001 | 'R Xmas                                                    | El secuestrador                |                                                                                  |
| 2001 | Guardian                                                   | Max                            |                                                                                  |
| 2001 | Tara                                                       | Grady                          |                                                                                  |
| 2001 | Ticker                                                     | Comandante terrorista          |                                                                                  |
| 2001 | Out Kold                                                   | Goldie                         |                                                                                  |
| 2001 | Ablaze                                                     | Albert Denning                 |                                                                                  |
| 2001 | Air Rage                                                   | Matt Marshall                  | Vídeo                                                                            |
| 2001 | Porn Star: The Legend of Ron Jeremy                        | Él mismo                       | Documental                                                                       |
| 2002 | On the Edge                                                | Slim Jim                       |                                                                                  |
| 2002 | Stranded                                                   | Jeffries                       |                                                                                  |
| 2002 | Big Pun Still Not a Player                                 | Él mismo                       | Documental                                                                       |
| 2003 | Beef                                                       | Él mismo                       | Documental                                                                       |
| 2003 | Cwalk: It's a Way of Livin                                 | Él mismo                       | Documental                                                                       |
| 2003 | Tupac: Resurrection                                        | Él mismo                       | Documental                                                                       |
| 2003 | Crime Partners                                             | King Fischer                   |                                                                                  |
| 2004 | Lexie                                                      | Rasheed                        | Video                                                                            |
| 2004 | Up In Harlem                                               | Él mismo                       |                                                                                  |
| 2004 | Beef II                                                    | Él mismo                       | Documental                                                                       |
| 2004 | And You Don't Stop: 30 Years of Hip-Hop                    | Él mismo                       |                                                                                  |
| 2004 | Prison Ball                                                | Narrador                       |                                                                                  |
| 2005 | Tracks                                                     | Oficial Brian Clark            |                                                                                  |
| 2005 | Fuck                                                       | Él mismo                       | Documental                                                                       |
| 2005 | There's a God on the Mic                                   | Él mismo                       | Documental                                                                       |
| 2006 | Copy That                                                  | Él mismo                       |                                                                                  |
| 2007 | Apartment 309                                              | Detective Shearod              |                                                                                  |
| 2008 | A Family Underground                                       | Él mismo                       | Directo a DVD. Documental                                                        |
| 2009 | Good Hair                                                  | Él mismo                       | Documental                                                                       |
| 2009 | Tommy and the Cool Mule                                    | Jackie A                       | Voz                                                                              |
| 2010 | The Other Guys                                             | Narrador                       | No acreditado                                                                    |
|      | GhettoPhysics                                              | Él mismo                       | Docudrama                                                                        |
| 2011 | The (R)evolution of Immortal Technique                     | Él mismo                       | Documental                                                                       |
| 2011 | Planet Rock: The Story of Hip-Hop and the Crack Generation | Narrador                       | TV movie documentary, also executive producer                                    |
| 2012 | Something from Nothing: The Art of Rap                     | Él mismo                       | Actor, director, productor                                                       |
| 2012 | Iceberg Slim: Portrait of a Pimp                           | Él mismo                       | Actor, productor                                                                 |
| 2013 | Santorini Blue                                             | Dr. Lewis                      |                                                                                  |
| 2013 | Assaulted: Civil Rights Under Fire                         | Narrador                       |                                                                                  |
| 2013 | Once Upon a Time in Brooklyn                               | Tyler Moss                     |                                                                                  |
| 2014 | Crossed the Line                                           | Miguel                         |                                                                                  |
| 2015 | What Now                                                   | Él mismo                       |                                                                                  |
| 2015 | The Ghetto                                                 | Victor                         |                                                                                  |
| 2016 | How We Met                                                 | Narrador                       |                                                                                  |
| 2017 | Bloodrunners                                               | Chesterfield                   | Lead Bat                                                                         |
| 2019 | UglyDolls                                                  | Peggy                          | Voz                                                                              |
| 2019 | Public Enemy Number One                                    | Productor ejecutivo / Él mismo | Documental dirigido/producido por Robert Rippberger y producido por Chris Chiari |
| 2020 | Equal Standard                                             | Croft                          |                                                                                  |

### Televisión
| Año           | Título                               | Personaje                         | Notas                                                                         |
| ------------- | ------------------------------------ | --------------------------------- | ----------------------------------------------------------------------------- |
| 1983          | Fame                                 | One of the 'Enforcers'            | "Break Dance"                                                                 |
| 1985          | The Merv Griffin Show                | Él mismo                          | Entrevista e interpretación en vivo                                           |
| 1989          | Yo! MTV Raps                         | Él mismo                          | 3 Episodios                                                                   |
| 1989–1994     | The Arsenio Hall Show                | Él mismo                          | 7 Entrevistas e interpretaciones en vivo                                      |
| 1990          | Rapmania: The Roots of Rap           | Él mismo                          | Película de televisión                                                        |
| 1990          | The Earth Day Special                | Él mismo                          | Especial de televisión                                                        |
| 1990          | The Oprah Winfrey Show               | Él mismo                          | Episodio fechado el 7 de marzo de 1990                                        |
| 1990–1992     | Ebony/Jet Showcase                   | Él mismo                          | 2 Episodios                                                                   |
| 1991          | Soul Train                           | Él mismo                          |                                                                               |
| 1991-94       | The Arsenio Hall Show                | Él mismo                          | 2 Apariciones                                                                 |
| 1994–2008     | Late Night with Conan O'Brien        | Él mismo                          | 17 Apariciones                                                                |
| 1995          | New York Undercover                  | Danny Up / Danny Cort             | "CAT", "Catman Comes Back", "The Finals" (como Danny Cort)                    |
| 1995          | Baadasss TV                          | Coanfitrión                       | Dos series cada una de 6 episodios                                            |
| 1996          | Swift Justice                        | Earl Borgese                      | "Takin' Back the Street"                                                      |
| 1996          | MADtv                                | Anfitrión                         | (T2, Epi. 2)                                                                  |
| 1996          | Later... with Jools Holland          | Él mismo                          | Episodio #7.4                                                                 |
| 1997          | Duckman: Private Dick/Family Man     | Taanzi                            | "Ebony, Baby"                                                                 |
| 1997          | Space Ghost Coast to Coast           | Él mismo                          | "Needledrop"                                                                  |
| 1997          | The Rosie O'Donnell Show             | Él mismo                          | Episodio fechado el 17 de octubre de 1997                                     |
| 1997–1998     | Players                              | Isaac "Ice" Gregory               | Principal                                                                     |
| 1998          | Welcome to Paradox                   | Revell                            | "The Winner"                                                                  |
| 1998          | Exiled                               | Seymour "Kingston" Stockton       | Película de televisión                                                        |
| 1998          | The Roseanne Show                    | Él mismo                          | Episodio #1.26                                                                |
| 1999          | L.A. Heat                            | Cage                              | "Rap Sheet"                                                                   |
| 1999          | Batman Beyond                        | Ramrod                            | "Splicers"                                                                    |
| 1999          | V.I.P                                | El profeta                        | "Val the Hard Way", "Val Goes To Town"                                        |
| 1999          | Sin City Spectacular                 | Él mismo                          |                                                                               |
| 1999          | Later                                | Anfitrión                         | Episodio fechado el 8 de febrero de 1999                                      |
| 1999          | Los discípulos                       | El Sensei                         | Película de televisión                                                        |
| 2000          | PhatClips                            | Él mismo                          | Entrevista                                                                    |
| 2000          | WrestleMania 2000                    | Él mismo                          | Intérprete                                                                    |
| 2000          | Behind the Music                     | Él mismo                          | "Ice-T"                                                                       |
| 2000–presente | Law & Order: Special Victims Unit    | Det. / Sgnt. Odafin "Fin" Tutuola | Principal (T2–presente. 456 Episodios                                         |
| 2001          | The Roast of Hugh Hefner             | Él mismo                          | Roaster                                                                       |
| 2001          | Weakest Link                         | Él mismo                          | Espectáculo de juego. "Scene Stealers Edition"                                |
| 2002          | Beyond Tough                         | Él mismo                          | Anfitrión                                                                     |
| 2002-2006     | Last Call with Carson Daly           | Él mismo                          | 3 Apariciones                                                                 |
| 2003          | Chappelle's Show                     | Él mismo                          | Episodio #1.9                                                                 |
| 2005          | Law & Order                          | Det. Odafin "Fin" Tutuola         | "Flaw" (segunda parte del cross-over con Law & Order: SVU episodio "Design"). |
| 2006          | Ice-T's Rap School                   | Él mismo                          | Reality show                                                                  |
| 2006          | The Wendy Williams Experience        | Él mismo                          | Episodio fechado el 20 de octubre de 2006                                     |
| 2007          | Belzer Vizion                        | Él mismo                          | Entrevista                                                                    |
| 2007          | Comedy Central Roast of Flavor Flav  | Él mismo                          | Roaster                                                                       |
| 2007          | etalk                                | Él mismo                          | Episodio fechado el 27 de julio de 2007                                       |
| 2007          | Sesame Street                        | Él mismo                          | "Maria the Chicken"                                                           |
| 2008          | The Jace Hall Show                   | Él mismo                          | "Blizzard's World of Warcraft Feat. Ice T. & Coco"                            |
| 2009          | The Magic 7                          | Dr. Scratch                       | Voz. Película de televisión animada                                           |
| 2009          | The Tonight Show with Conan O'Brien  | Él mismo                          | 1 Aparición                                                                   |
| 2009–2010     | I Get That a Lot                     | Él mismo                          | Especial de televisión                                                        |
| 2010          | All Star Mr & Mrs                    | Él mismo con su esposa Coco       | Ronda final                                                                   |
| 2010          | The Jace Hall Show                   | Él mismo                          | 3 Episodios                                                                   |
| 2010          | Sounds Like a Revolution             | Él mismo                          | Documental                                                                    |
| 2011–2013     | Ice Loves Coco                       | Él mismo                          | Reality Show                                                                  |
| 2011–2013     | 30 Rock                              | Det. Odafin "Fin" Tutuola         | "¡Qué Sorpresa!", "Hogcock! & Last Lunch"                                     |
| 2011          | Comedy Central Roast of Donald Trump | Él mismo                          | Miembro de la audiencia                                                       |
| 2011          | The Colbert Report                   | Él mismo                          | Invitado                                                                      |
| 2011          | Lopez Tonight                        | Él mismo                          | Invitado                                                                      |
| 2011          | Give it up for Greg Giraldo          | Él mismo                          | DocumentaL                                                                    |
| 2012          | Live! with Kelly                     | Él mismo                          | Entrevista                                                                    |
| 2014          | Late Night with Seth Meyers          | Él mismo                          | Entrevista                                                                    |
| 2014          | Alternative Press Music Awards       | Él mismo                          |                                                                               |
| 2014          | Celebrities Undercover               | Él mismo                          | 1 Episodio                                                                    |
| 2014–2016     | Chicago P.D.                         | Det. Odafin "Fin" Tutuola         | "Conventions", "The Number of Rats", "The Song of Gregory Williams Yates"     |
| 2015          | Ice & Coco                           | Él mismo                          |                                                                               |
| 2015          | Randy Cunningham: 9th Grade Ninja    | Superintendente                   | "The Fresh Principal of Norrisville High"                                     |
| 2016          | Younger                              | Él mismo                          | "Secrets & Liza"                                                              |
| 2016          | Unbreakable Kimmy Schmidt            | Él mismo                          | "Kimmy Sees a Sunset!"                                                        |
| 2016          | Hip-Hop Evolution                    | Él mismo                          | Serie de documental musical                                                   |
| 2018          | American Dad!                        | Él mismo                          | "The Census of the Lamb"                                                      |
| 2019          | Clase letal                          | Él mismo                          | Cameo                                                                         |
| 2019          | Saturday Night Live                  | Sgnt. Odafin "Fin" Tutuola        | Cameo                                                                         |
| 2019          | Golden Revenge                       | Él mismo                          | Episodio: "1.01"                                                              |
| 2020          | Celebrity Ghost Stories              | Él mismo                          | "Ice-T and Coco"                                                              |
| 2020          | The Masked Dancer                    | Él mismo / Disco Ball             | 1 Episodio                                                                    |
| 2021          | Law & Order: Organized Crime         | Sgnt. Odafin "Fin" Tutuola        | "The Good, The Bad And The Lovely"                                            |
| 2021          | Bubble Guppies                       | Garbage Khan                      | Voz. "A Load of Litterbugs!"                                                  |
| 2023          | Junkyard Dogs                        | Pongo                             | Voz. 46 Episodios                                                             |

### Vídeos
| Año  | Título                                           | Personaje | Notas                                              |
| ---- | ------------------------------------------------ | --------- | -------------------------------------------------- |
| 1984 | Be Somebody... or Be Somebody's Fool!            | Él mismo  | Arreglador musical: arreglo musical para Mr. T     |
| 1989 | The Iceberg Video                                | Él mismo  | Incluye vídeos musicales e interpretación en vivo  |
| 1990 | Slammin' Rap Video Magazine                      | Él mismo  | Entrevista                                         |
| 1991 | O.G. The Original Gangster Video                 | Él mismo  | Incluye vídeos musicales de O.G. Original Gangster |
| 1993 | Born to Raise Hell                               | Él mismo  | Videoclip Motorhead                                |
| 2002 | The Repossession Live                            | Él mismo  | Vídeo concierto                                    |
| 2003 | Beat of Life                                     | Él mismo  | Incluye vídeos musicales de DJ Tomekk              |
| 2005 | Smokeout Festival Presents: Body Count and Ice-T | Él mismo  | Vídeo concierto                                    |
| 2005 | Live in L.A.                                     | Él mismo  | Vídeo concierto                                    |

### Videojuegos
| Año  | Título                        | Personaje             | Notas          |
| ---- | ----------------------------- | --------------------- | -------------- |
| 1993 | Prime Mover                   |                       | Amiga          |
| 2000 | Sanity: Aiken's Artifact      | Agente Nathaniel Cain | Voz            |
| 2002 | UFC: Tapout                   | Él mismo              | Voz            |
| 2004 | Def Jam Fight for NY          | Él mismo              | Voz y likeness |
| 2004 | Grand Theft Auto: San Andreas | Madd Dogg             | Voz            |
| 2006 | Scarface: The World Is Yours  | Él mismo              | Voz            |
| 2011 | Gears of War 3                | Aaron Griffin         | Voz y likeness |
| 2019 | Borderlands 3                 | Balex                 | Voz            |
| 2023 | Payday 3                      | Mac                   | Voz y likeness |

## Otras apariciones
- Participó en el programa The masked dancer, siendo el primer eliminado.
- Aparece en el juego Def Jam: Fight for NY, como un personaje desbloqueable.
- Es actor de voz en el juego Scarface: The World is Yours.
- Es actor de voz en el juego Grand Theft Auto: San Andreas, interpretando al rapero Madd Dogg, también la misión Home Invasion está basada en un disco de Ice T del mismo nombre.
- En Deadpool N.º 17 Vol. 2, el protagonista está en un estudio de televisión rodeado por la policía (debido a que había llegado a matar a un hombre, por completar una misión autoimpuesta por unirse a los X-men) y discute con sus voces internas entre dispararle a los policías o no. En un punto dice: «¿Cuál es el gran problema? ¡Los X-men matan policías todo el tiempo! ¡Incluso cantan esa canción...!» a lo que una de sus voces internas le dice: «Ese era Ice-T», para después responder «¿En serio? Dios ¿Cómo pude confundirme tanto?».
- Es actor de voz en el videojuego Gears of War 3 como el personaje Aaron Griffin (personaje multijugador/ desbloqueable).
- Su grupo de metal, Body Count interpreta una canción especial para Gears of War 3 denominada The Gears Of War.
- En el capítulo 5 de la 2.ª temporada "Get schwifty" y capítulo 8 de la 7.ª temporada "Rise of the Numbericons: The Movie" de la  serie Rick y Morty aparece como personaje secundario y principal, respectivamente.
- En la película "Tras las líneas enemigas" se hace referencia a Ice-T ya que en una escena un joven viste una camiseta que lo reverencia y se la muestra al protagonista del film.

## Premios y nominaciones
| Año  | Otorga                        | Premio                                         | Trabajo                                                      | Resultado |
| ---- | ----------------------------- | ---------------------------------------------- | ------------------------------------------------------------ | --------- |
| 1989 | MTV Video Music Awards        | Best Rap Video                                 | "Colors"                                                     | Nominado  |
| 1989 | MTV Video Music Awards        | Best Video from a Film                         | "Colors"                                                     | Nominado  |
| 1991 | Grammy Awards                 | Best Rap Performance by a Duo or Group         | "Back on the Block"                                          | Ganó      |
| 1991 | MTV Video Music Awards        | Best Rap Video                                 | "New Jack Hustler (Nino's Theme)"                            | Nominado  |
| 1992 | Grammy Awards                 | Best Rap Solo Performance                      | "New Jack Hustler (Nino's Theme)"                            | Nominado  |
| 1992 | MTV Movie Awards              | Best Breakthrough Performance                  | New Jack City                                                | Nominado  |
| 1996 | Image Awards                  | Outstanding Supporting Actor in a Drama Series | New York Undercover                                          | Ganó      |
| 2002 | Image Awards                  | Outstanding Supporting Actor in a Drama Series | Law & Order: Special Victims Unit                            | Ganó      |
| 2004 | Image Awards                  | Outstanding Supporting Actor in a Drama Series | Law & Order: Special Victims Unit                            | Nominado  |
| 2004 | Adult Video News Awards       | Best Non-Sex Performance - Film or Video       | "Pimpin' 101 "                                               | Nominado  |
| 2006 | Image Awards                  | Outstanding Actor in a Drama Series            | Law & Order: Special Victims Unit                            | Nominado  |
| 2012 | Image Awards                  | Outstanding Supporting Actor in a Drama Series | Law & Order: Special Victims Unit                            | Nominado  |
| 2012 | News & Documentary Emmy Award | Outstanding Arts & Culture Programming         | "Planet Rock: The Story of Hip-Hop and the Crack Generation" | Nominado  |
| 2016 | All Def Movie Awards          | Best Black Survivor in a Movie                 | Surviving the Game                                           | Nominado  |
| 2018 | Grammy Awards                 | Best Metal Performance                         | "Black Hoodie"                                               | Nominado  |
| 2021 | Grammy Awards                 |                                                | "Bum-Rush"                                                   | Ganó      |